# Adoretus compressus
Adoretus compressus es una especie de escarabajo del género Adoretus, familia Scarabaeidae. Fue descrita científicamente por Weber en 1801.
Se distribuye por Indonesia, Singapur, Malasia, Senegal, Tailandia y Estados Unidos. La especie se mantiene activa durante los meses de marzo, abril, junio y noviembre.